# لوندن (باكينجهامشير)
لوندن (بالإنجليزية: Lavendon)‏ هي قرية و أبرشية مدنية تقع في المملكة المتحدة في إنجلترا.  يقدر عدد سكانها بـ 1,303 نسمة .